# キクモ
キクモ (菊藻、学名：Limnophila sessiliflora) はオオバコ科の植物である。アジア原産で日本にも分布している。水中から湿地に生息する。水田雑草であり、休耕田などによくみられる。また、観賞魚用の水草として古くから知られ、「金魚藻」といわれる水草のひとつに挙げられる事もある。別名アンブリア。

## 形態
水中葉は柔らかく水にたなびくような茎と葉をもち、葉も細く柔らかい羽毛のような感じになる。水上葉は堅く肉厚でごわごわとした感じになる。水上では茎も堅く太く育つ。水上葉では、秋に薄紫色の小さな花を咲かせるが、水中葉では花は咲かないが、閉鎖花をつけて結実する。

## アクアリウムでの利用
アクアリウムやビオトープ（正確にはビオトープガーデン、ビオガーデン）を作る際に観賞用の水草として用いられる。丈夫で育てやすい部類である。多くのアクアショップなどで安価に売られる。日本で流通しているキクモのほとんどは、東南アジアの地域変種を栽培したものである。東南アジア産と日本産は外見も多少異なる。水中葉が東南アジア産に比べ、日本産の方は糸のように細かく、フサフサした毛玉のような感じの葉になる。しかし、環境条件や育て方によっては、多少、見分けが付き難くなることもある。

## キクモを取り巻く現状
水路や水田、河川のわんど、抽水域のヨシ原など、浅い水深の水域に生育し、意外に身近な水草である。しかし、現在、日本にの野生キクモを取り巻く現状は厳しい。

### 輸入キクモと日本産キクモ
キクモは東南アジアの農園で栽培されたものが多数輸入されている。しかし、これらの個体群は日本に在来の個体群と同種でも遺伝的には異なる。東南アジア産の個体群と日本産の個体群が交雑すれば、遺伝的多様性は乱される。

### 広く利用されるキクモ
キクモは観賞用にも広く利用されている。アクアリウムや園芸にて趣味的に水草を栽培することによく用いられるが、日本にも分布しているからといって、屋外に流出させてしまうのは、外来種の水草同様、環境保全や種の保存の観点からは好ましくない。広く流通している東南アジア産のみならず、日本産のキクモでも、むやみに屋外に流出させることは遺伝的撹乱をもたらす。「ビオトープ」と称して屋外に水草を植えたり、人為的に植栽を改変したり、外から持ち込んだ生物を環境復元のために導入したりするケースもあるが、これらについても遺伝的多様性を撹乱しないかどうか配慮が必要であろう。